# Gideon Imagbudu
Gideon Imagbudu (Lagos, 5 augustus 1978) is een Nigeriaanse voetballer van HSV Hoek. Hij speelt als middenvelder.
Begon zijn carrière in de Nigeriaanse Premier League bij Shooting Stars FC. 
Hij kwam op jeugdige leeftijd naar KSV Waregem en haalde er als verdedigende en regelende middenvelder het eerste team.
Achtereenvolgens speelde hij in het Belgische betaald voetbal voor SK Beveren, KFC Strombeek, Eendracht Aalst, Antwerp FC en KFC Dessel Sport.
Op 21 mei 2003 kreeg hij de Belgische nationaliteit.

## Carrière
| Seizoen   | Club              | Wedstrijden | Doelpunten | Competitie     |
| --------- | ----------------- | ----------- | ---------- | -------------- |
| 1994/1995 | Shooting Stars FC | -           | -          | Premier League |
| 1995/1996 | KSV Waregem       | -           | -          | Tweede Klasse  |
| 1996/1997 | KSV Waregem       | -           | -          | Tweede Klasse  |
| 1997/1998 | KSV Waregem       | -           | -          | Tweede Klasse  |
| 1998/1999 | KSV Waregem       | -           | -          | Tweede Klasse  |
| 1999/2000 | KSV Waregem       | -           | -          | Tweede Klasse  |
| 2000/2001 | RWD Molenbeek     | -           | -          | Tweede Klasse  |
| 2001/2002 | Eendracht Aalst   | 24          | 0          | Eerste Klasse  |
| 2002/2003 | Antwerp FC        | 21          | 0          | Eerste Klasse  |
| 2003/2004 | Antwerp FC        | 24          | 1          | Eerste Klasse  |
| 2004/2005 | Antwerp FC        | 34          | 3          | Tweede Klasse  |
| 2005/2006 | KFC Dessel Sport  | 26          | 3          | Tweede Klasse  |
| 2006/2007 | KFC Dessel Sport  | 11          | 2          | Tweede Klasse  |
| 2007/2008 | HSV Hoek          | -           | -          | Hoofdklasse B  |
| 2008/2009 | HSV Hoek          | -           | -          | Hoofdklasse B  |
| 2009/2010 | HSV Hoek          | -           | -          | Hoofdklasse B  |
| 2010/2011 | HSV Hoek          | -           | -          | Topklasse      |